# 遊☆戯☆王デュエルモンスターズ NIGHTMARE TROUBADOUR
遊☆戯☆王デュエルモンスターズ NIGHTMARE TROUBADOUR（ゆうぎおうデュエルモンスターズ ナイトメア トラバドール）は、2005年7月21日にコナミから発売されたニンテンドーDS用の遊☆戯☆王オフィシャルカードゲーム デュエルモンスターズを題材としたゲームソフト。

## 概要
「遊☆戯☆王デュエルモンスターズ」の世界を舞台にした作品。ハードをニンテンドーDSに移した初めての作品。下画面にデュエルテーブル、上画面には実体化したモンスターを映し、よりリアルな演出が強化された。カードリスト閲覧やデッキ編集も2画面を使用することで格段に操作性が改良された。ストーリーは原作のバトルシティ編とアニメオリジナルの乃亜編（流れのみ）を再現したものとなっている。他にも詰めデュエルが行える。SEは「遊☆戯☆王ONLINE」のものを使用している。原作・アニメのソリッドビジョン（モンスターの立体映像）が再現されている。その後のDS作品とは異なり、ニンテンドーWi-Fiコネクションには対応していない。
禁止・制限カードリストは2005年3月リストのものが採用されており、ゲーム発売当時はOCGでは使用不可カードであった「神のカード」が禁止カードとして収録されている。ゲームを進めることで「禁止カード」を1枚のみ入れることができるようになり、神のカードをデュエルで使用することが可能になる。「THE LOST MILLENNIUM」までのカードを歯抜け収録しており、総数は1057枚（ワタポン、ワイトキング、ハネクリボーを含めて1060枚。
「遊☆戯☆王デュエルモンスターズGX めざせデュエルキング!」と連動させることで「ハネクリボー」が3枚手に入る。「ハネクリボー」はこの方法でしか入手できない。「遊☆戯☆王デュエルモンスターズGX Spirit Summoner」と連動しており、カードのトレードが可能。「遊☆戯☆王デュエルモンスターズ WORLD CHAMPIONSHIP 2007」（以下、WCS2007）と連動させることで、「衣装」「デュエルディスク」「デュエリスト」がWCS2007に追加されるが、本作には特典は存在しない。
2005年夏の全国5都市（東京、名古屋、大阪、福岡、札幌）で開催された「ジャンプゲームワールド」で、幻のカード「ワタポン」と「王宮の勅命」が配信された。「王宮の勅命」は本来ゲーム内で入手できるカードの予定であったが、設定ミスで入手できなくなっている。そのため、イベントが終わった現在ではカード入手率は99%が限度となっている。2005年12月17日、12月18日のジャンプフェスタ2006で「ワイトキング」が配信され、「王宮の勅命」が再度配信された。
Vジャンプ9月特大号（2005年7月21日発売）に、オリジナルジャケットが付録として付いていた。2006年6月29日に「コナミ ザ・ベスト版」が発売されたが、こちらでも「王宮の勅命」を入手することはできない。

## 登場人物

### デュエリスト登録可能なキャラクター
- 武藤遊戯（むとう ゆうぎ）
- 闇遊戯（やみゆうぎ）
- 城之内克也（じょうのうち かつや）
- 川井静香（かわい しずか）
- 真崎杏子（まざき あんず）
- 獏良了（ばくら りょう）
- 武藤双六（むとう すごろく）
- 海馬瀬人（かいば せと）
- 海馬モクバ（かいば モクバ）
- 孔雀舞（くじゃく まい）
- 梶木漁太（かじき りょうた）
- エスパー絽場（エスパーろば）
- インセクター羽蛾（インセクターはが）
- ダイナソー竜崎（ダイナソーりゅうざき）
- ゴースト骨塚（ゴーストこつづか）
- 迷宮兄弟・兄（めいきゅうきょうだい・あに）
- 迷宮兄弟・弟（めいきゅうきょうだい・おとうと）
- ペガサス・J・クロフォード
- レベッカ・ホプキンス
- マリク・イシュタール
- イシズ・イシュタール
- リシド
- マリクの人形（まりくのにんぎょう）

### デュエリスト登録不可能なキャラクター
- 闇獏良（やみばくら）
- 闇のPK（やみのプレイヤーキラー）
- バンデット・キース
- 海馬乃亜（かいば のあ）
- 海馬剛三郎（かいば ごうざぶろう）
- BIG1
- BIG2
- BIG3
- BIG4
- BIG5
- 闇マリク（やみマリク）
- レアハンター
- パンドラ
- 光と闇の仮面・光（ひかりとやみのかめん・ひかり）
- 光と闇の仮面・闇（ひかりとやみのかめん・やみ）

## 同梱カード
- サイレント・マジシャン LV4
- サイレント・マジシャン LV8
- マジシャンズ・サークル
- マジシャンズ・クロス - 攻略本付属カード

## 関連書籍
- 遊☆戯☆王 デュエルモンスターズ NIGHTMARE TROUBADOUR NDS版（Vジャンプブックス-ゲームシリーズ）（2005年7月21日発行、ISBN 978-4-08-779328-4）